# اوتو یکم، دوک مرانیا
اوتو یکم، دوک مرانیا (انگلیسی: Otto I, Duke of Merania; c. 1180 – ۷ مه ۱۲۳۴)، دوک مرانیا از خاندان آندشز از سال ۱۲۰۴ تا زمان مرگش بود. وی همچنین دوک بورگوندی از سال ۱۲۰۸ تا ۱۲۳۱ بعد از ازدواج با بیاتریس دوم، کنتس بورگوندی بود.